# 152. vestlige længdekreds
Den 152. vestlige længdekreds (eller 152 grader vestlig længde) er en længdekreds, der ligger 152 grader vest for nulmeridianen. Den løber gennem Ishavet, Nordamerika, Stillehavet, det Sydlige Ishav og Antarktis.